# Biwi Ho To Aisi
Biwi Ho To Aisi, Una esposa debería ser así es una película hecha en 1988, dirigida por J.K. Bihari quien también la escribió. La música fue grabada por el dúo de Laxmikant-Pyarelal. 
La historia pertenece al género drama y familia, en torno a los protagonistas interpretados por Rekha y Farooq Shaikh quienes son un matrimonio en la película. Es acerca de como el personaje Shalu vence todas las dificultades en su vida matrimonial para tener la aceptación de su suegra Kamla.
Esta película marcó el debut del actor Salman Khan. Él actuó de Vicky, el hermano menor de Farooq en la película.

## Argumento
Suraj Bhandari (Farooq Shaikh) es el hijo educado y obediente de Kailash y Kamla Bhandari. Ellos son una familia de clase alta. La casa es controlada por fieramente por Kamla (Bindu) quien quiere que su hijo mayor se casa con una mujer de su misma clase social.
Pero, contrario a sus deseos, Suraj se casa con una no tan rica, pero sí talentosa, Shalu  (Rekha) lo que enfurece a Kamla al extremo, y junto con su cómico pero intrigante secretario (Asrani), intenta echarla de la casa con sus tácticas astutas desplegada en su contra.
Mientras Shalu trata de hacer lo mejor, siguiendo los deberes como hija obediente en la ley para tratar de ganar el corazón de Kamla. Ella tiene todo el apoyo y la comprensión de su suegro (dominado por Kamla) Kailash Bhandari (Kader Khan), quien la trata como a una hija y su cuñado Vicky (Salman Khan) quien a veces no puede soportar las atrocidades en contra de Shalu y levanta la voz hacia su tirana madre.

## Cast
- Rekha como Shalu Mehra.
- Farooq Shaikh como Suraj Bhandari.
- Bindu como Dr. Mrs. Kamla Bhandari
- Kader Khan como  Kailash Bhandari.
- Asrani como Secretario P.K Patialewala
- Salman Khan como Vicky Bhandari.
- Renu Arya como Arti.
- Om Shiv Puri como Chairman Ashok Mehra (Tío de Shalu).

## Banda sonora
Toda la música está compuesta por Laxmikant–Pyarelal.
| N.º | Título                               | Letra         | Reproducción                    | Longitud |
| --- | ------------------------------------ | ------------- | ------------------------------- | -------- |
| 1.  | "Main Tera Ho Gaya"                  | Hasan Kamal   | Alka Yagnik, Mohammad Aziz      | 07:09    |
| 2.  | "Mere Dulhe Raja"                    | Sameer Anjaan | Alka Yagnik                     | 05:51    |
| 3.  | "Phool Gulaab Ka"                    | Sameer Anjaan | Anuradha Paudwal, Mohammad Aziz | 06:09    |
| 4.  | "Saasu Ji Tuune Meri Kadar Na Jaani" | Sameer Anjaan | Anuradha Paudwal                | 05:17    |
| 5.  | "Sancha Tera Naam"                   | Sameer Anjaan | Anuradha Paudwal                | 04:43    |
| 6.  | "Main Hoon Paanwali"                 | Anjaan        | Alka Yagnik                     | 05:09    |